# 보천보전자악단
보천보전자악단(普天堡電子樂團)은 김정일의 명령으로 1985년에 만들어진 조선민주주의인민공화국의 전자악기 악단이다. 보천보전자악단의 노래는 현재 평양방송이나 조선중앙방송 등에서 방송되며, 타국에서 위문 공연을 벌이기도 한다. 2000년 남북 정상 회담 당시, 탈북한 안혁(安赫)의 기획으로 대한민국에서 길정화가 악단의 《휘파람》을 불렀다.

## 사상
"보천보"라는 이름은, 1937년 6월 4일 김일성이 인솔하는 유격대 부대가 백두산 부근의 보천보에 있는 일본군 주재소를 기습한 것으로 여겨지는 보천보 전투를 기념하여 지어진 이름이다.
노래는 김일성 및 김정일과 관련된 노래와 조선민주주의인민공화국의 사회주의 혁명을 찬양하는 내용의 곡이 많으며, 남북통일에 관련된 노래, 《축복하노라》, 《휘파람》과 같은 서정적인 노래, 《Brother Louie》(이야기)와 《카튜샤》(러시아 발라드), 《칼린카》(러시아), 《화물차타령》(일본)과 같은 민요와 가요들 , 《아리랑》, 《고향의 봄》 등 한국의 민요 및 와 가곡의 리메이크도 있다.  일본제의 악기도 많이 사용되고 있다. 최근 《대지의 항구》, 《코스모스 탄식》과 같은 일제강점기 시절 계몽기 가요와 노래와 춤곡 《간삼봉에 울린 아리랑》,  그리고 《내 나라의 푸른 하늘》 등 조선민주주의인민공화국의 옛 가요와 군가도 부르고 있다.

## 역사
1991년, 보천보전자악단은 일본에서 공연을 벌였다.
1992년 2월 13일, 조선민주주의인민공화국 중앙인민위원회 정령 《보천보전자악단 창작가, 예술인들에게 로력영웅칭호, 〈김일성상〉, 명예칭호를 수여함에 대하여》에서 작곡가 리종오는 로력영웅 칭호를, 작곡가 황진영과 구승해는 김일성상을, 피아니스트 전권은 인민예술가 칭호를, 신디사이저 연주자 김원일, 가수 김광숙과 전혜영은 인민배우 칭호를, 지휘자 김연수는 공훈예술가 칭호를, 신디사이저 연주자 김해성, 일렉트릭 기타리스트 송광, 타악기 연주자 최문철, 수타악기 연주자 김진, 가수 리분희, 리경숙, 조금화는 공훈배우 칭호를 수여받았다.
2002년, 박근혜 유럽코리아재단 이사가 방북해 김정일을 만났다. 여기서 보천보전자악단의 서울 공연을 약속했다. 그러나 인민배우 전혜영의 임신으로 1차 연기되었다. 이후 계속 연기되어, 결국 무산되었다.
2014년 4월 12일, 조선민주주의인민공화국 최고인민회의 상임위원회 정령 《황진영, 우정희, 안정호동지들에게 조선민주주의인민공화국 로력영웅칭호를 수여함에 대하여》에서 2014년 기준 각각 모란봉악단 부단장, 모란봉악단 창작실 실장, 모란봉악단 창작실 부실장인 작곡가 황진영, 우정희, 안정호가 로력영웅 칭호를 수여받았다.

## 구성원
- 가수 김광숙(金光淑, 1964-2018): 단장인 리종오가 새로 편곡한 《천리마 달린다》와 1993년에 작곡한 《내 삶이 꽃펴난 곳》으로 알려짐. 2018년 1월 14일 사망하였다.[3]
- 가수 김정녀
- 가수 김은숙
- 가수 윤혜영
- 가수 리경숙(李京淑, 1970-): 〈반갑습니다〉로 알려짐. 《계절춤》의 원조.
- 가수 리분희(李粉姫): 《녀성은 꽃이라네》으로 알려짐.
- 가수 전혜영(全惠英): 《휘파람》으로 알려짐.
- 가수 조금화(趙錦花): 저음으로 노래하며 《그때처럼 우리가 살고있는가》, 《아직은 말 못해》로 유명함.
- 가수 현송월(玄松月, 1977-): 현 모란봉악단 단장. 《장군님과 해병들》을 불렀다.
- 김원일(金元日): 신디사이저 연주자
- 김해성(金海成): 신디사이저 연주자
- 김문혁(金文赫): 신디사이저 연주자
- 권경학(權敬學): 신디사이저 연주자
- 리문(李文): 엘렉톤 연주자
- 강철호(姜哲浩): 엘렉톤 연주자
- 강금철(姜金哲): 엘렉톤 연주자
- 전권(全權): 피아노 연주자
- 송광(宋光): 일렉트릭기타 연주자
- 김영일(金英日): 베이스기타 연주자
- 최문철(崔文哲): 타악기 연주자
- 김진(金鎭): 수타악기 연주자
- 구승해(1937-2017): 작곡가, 1937년 7월 21일 황해북도 봉산군 출생. 2017년 1월 24일 폐렴으로 사망하였다.[4]
- 리종오: 작곡가
- 안정호: 작곡가
- 우정희: 작곡가
- 황진영: 작곡가

## 앨범
앨범은 대부분 조선민주주의인민공화국의 노래를 연주한 CD-ROM으로, 중화인민공화국의 베이징이나 톈진이나, 재일본조선인총련합회에서 운영하는 기업에서 판매되기도 한다.

## 대표곡
민요
- 아리랑
- 군밤타령

가요
- 휘파람
- 녀성은 꽃이라네
- 반갑습니다

외국 가요
- 백만송이 장미
- 러시아 민요 오, 겨울이여 (Ой, зимушка)
- 러시아 가요 스무글랸카 (Смуглянка)
- 러시아 군가 떠도는 새 (Потому что мы пилоты)
- 소련 가요 우리의 축배 (Наш тост)

## 숙청
보천보전자악단의 신디사이저 연주자 김원일은 알 수 없는 이유로 숙청되어 보천보전자악단 공연 영상의 여러 장면에서 모두 편집되었다. 편집 과정에서 무대 조명으로 가리기, 다른 악기 연주자로 덮어씌우기, 꽃 사진으로 대체 등 여러 가지 방법이 이용되었다.

## 같이 보기
- 왕재산경음악단
- 삼지연악단
- 은하수관현악단
- 모란봉악단
- 청봉악단